# 馬德拉斯邦
馬德拉斯邦（Madras State）是印度的一個已經撤銷的邦，其轄區範圍包括了現在的泰米爾納德邦等地。1969年1月14日，馬德拉斯邦更名為泰米爾納德邦。